# 황남대총 남분 금제 관식
황남대총 남분 금제 관식(皇南大塚南墳 金製冠飾)은 대한민국 경주시 황남동 미추왕릉 지구에 있는 삼국시대 신라 무덤인 황남대총에서 발견되었다. 1978년 12월 7일 대한민국의 보물 제630호로 지정되었다.

## 개요
황남대총 남분 금제 관식(皇南大塚南墳 金製冠飾)은 경주시 황남동 미추왕릉 지구에 있는 삼국시대 신라 무덤인 황남대총에서 발견되었다. 황남대총은 2개의 봉분이 남·북으로 표주박 모양으로 붙어 있다.
이 관식은 황남대총 남쪽 무덤에서 발견되었으며, 높이 45cm, 날개 끝 너비 59cm의 크기이다. 3매의 금판으로 구성되어 있는데, 가운데 금판은 위에 3개의 돌출된 부분이 있어서 전체가 山자 모양을 하고 있다. 아랫부분은 차츰 좁아져서 V자 형태를 이루고 있으며, 이 가운데 금판 좌우에 새 날개 모양의 금판을 작은 못으로 연결하였다.
전면에 작은 원형 장식을 달았으나 가운데 금판 밑의 관(冠)에 꽂게 된 부분에는 장식이 없다. 관 장식의 가장자리에는 작은 점을 찍어 처리하였다. 가운데 금판은 세로 중심선에서 안으로 약간 접은 상태로서, 밑의 뾰족한 부분을 어느곳에 꽂기 위한 형태라고 생각되지만 평소에 썼던 관의 일부인지 용도는 확실하지 않다.

## 같이 보기
- 황남대총

## 참고 자료
- 황남대총 남분 금제 관식 - 국가유산청 국가유산포털